# Dicaelus costatus
Dicaelus costatus är en skalbaggsart som beskrevs av Leconte. Dicaelus costatus ingår i släktet Dicaelus och familjen jordlöpare. Inga underarter finns listade i Catalogue of Life.